# Alaa Abbas
Alaa Abbas Abdulnabi Al-Fartoosi (en arabe : علاء عباس عبد النبي الفرطوسي), né le 27 juillet 1993 à Bagdad, est un footballeur international irakien qui évolue au poste d'attaquant à Al-Zawra'a SC.

## Biographie

### En club
Il inscrit 21 buts dans le championnat d'Irak lors de la saison 2017-2018, puis 20 buts dans ce même championnat la saison suivante.
Lors de la Ligue des champions d'Asie 2019, il se met en évidence en marquant six buts en six matchs.

### En équipe nationale
Avec les moins de 19 ans, il participe au championnat d'Asie des moins de 19 ans en 2016. Lors de cette compétition organisée à Bahreïn, il joue quatre matchs. Il se met en évidence en inscrivant un but en phase de poule face à la Corée du Nord. L'Irak s'incline en quart de finale face à l'Arabie saoudite, après une séance de tirs au but.
Avec les moins de 23 ans, il participe au championnat d'Asie des moins de 23 ans en 2018. Lors de cette compétition organisée en Chine, il ne joue qu'une seule rencontre, face à l'Arabie saoudite. L'Irak s'incline en quart de finale face au Viêt Nam, après une séance de tirs au but.
Le 24 décembre 2018, il reçoit sa première sélection en équipe d'Irak, lors d'une rencontre amicale face à la Chine (victoire 2-1). Quelques jours plus tard, il participe à la Coupe d'Asie des nations 2019 organisée aux Émirats arabes unis. Lors de cette compétition, il joue deux matchs. Il se met en évidence en inscrivant son premier but avec l'Irak, face au Yémen. L'Irak s'incline en huitièmes de finale face au Qatar.
Par la suite, en novembre 2019, il inscrit deux autres buts, contre l'Iran et les Émirats arabes unis.

## Statistiques

### International
Au 29 novembre 2019
| Irak  | Irak   | Irak |
| Année | Matchs | Buts |
| ----- | ------ | ---- |
| 2018  | 1      | 0    |
| 2019  | 16     | 3    |
| Total | 17     | 3    |

### Buts internationaux
Les scores et les résultats listent les buts de l'Irak en premier.
| Non | Date             | Lieu                                | Adversaire          | But  | Résultat | Compétition                                          |
| --- | ---------------- | ----------------------------------- | ------------------- | ---- | -------- | ---------------------------------------------------- |
| 1.  | 12 janvier 2019  | Stade de Sharjah, Sharjah           | Yémen               | 3 –0 | 3–0      | Coupe d'Asie AFC 2019                                |
| 2.  | 14 novembre 2019 | Stade international d' Amman, Amman | Iran                | 2 –1 | 2–1      | Qualification pour la Coupe du monde de la FIFA 2022 |
| 3.  | 29 novembre 2019 | Stade international Khalifa, Doha   | Émirats arabes unis | 1 –0 | 2–0      | 24e Coupe du Golfe Arabique                          |

## Palmarès

### En club
| Al-Zawra'a SC - Coupe d'Irak - Vainqueur en 2019 (en) |  | Koweït SC - Coupe Crown Prince du Koweït - Vainqueur en 2020 (en) |

### En sélection
| Irak - Coupe du Golfe des nations - Vainqueur en 2023 |

### Distinctions personnelles
- Meilleur buteur de la Coupe d'Irak en 2019 (en) (5 buts)
- Récompensé par Soccer Iraq (en) pour avoir inscrit le plus beau but de la saison 2021-2022 du championnat d'Irak lors du match Al-Qowa Al-Jawiya-Al-Karkh (1-0).